# Gyrochus helvus
Gyrochus helvus är en stekelart som beskrevs av Günther Enderlein 1920. Gyrochus helvus ingår i släktet Gyrochus och familjen bracksteklar. Inga underarter finns listade i Catalogue of Life.